# Општина Стругари (Бакау)
Стругари (рум. Strugari) општина је у Румунији у округу Бакау.
Oпштина се налази на надморској висини од 353 m.